# Stazione meteorologica di Málaga
La stazione meteorologica di Málaga è la stazione meteorologica di riferimento per il servizio meteorologico spagnolo e per l'Organizzazione Mondiale della Meteorologia, relativa alla città di Malaga.

## Coordinate geografiche
La stazione meteorologica è situata in Spagna, in Andalusia, nella provincia di Malaga, nel comune di Malaga, a 31 metri s.l.m. e alle coordinate geografiche 36°42′N 4°30′W.

## Dati climatologici
Secondo i dati medi del trentennio 1961-1990, la temperatura media del mese più freddo, gennaio, si attesta a +12 °C, mentre quella del mese più caldo, agosto, è di +25,4 °C.

Le precipitazioni medie annue sono inferiori ai 550 mm, distribuite mediamente in 59 giorni, con un moderato picco in autunno-inverno un minimo estivo molto accentuato e prolungato .
| Málaga              | Mesi | Mesi | Mesi | Mesi | Mesi | Mesi | Mesi | Mesi | Mesi | Mesi | Mesi | Mesi | Stagioni | Stagioni | Stagioni | Stagioni | Anno |
| Málaga              | Gen  | Feb  | Mar  | Apr  | Mag  | Giu  | Lug  | Ago  | Set  | Ott  | Nov  | Dic  | Inv      | Pri      | Est      | Aut      | Anno |
| ------------------- | ---- | ---- | ---- | ---- | ---- | ---- | ---- | ---- | ---- | ---- | ---- | ---- | -------- | -------- | -------- | -------- | ---- |
| T. max. media (°C)  | 16,6 | 17,7 | 19,1 | 20,9 | 23,8 | 27,3 | 29,9 | 30,3 | 27,9 | 23,7 | 19,9 | 17,4 | 17,2     | 21,3     | 29,2     | 23,8     | 22,9 |
| T. min. media (°C)  | 7,3  | 7,9  | 9,0  | 10,4 | 13,4 | 17,1 | 19,7 | 20,5 | 18,2 | 14,3 | 10,8 | 8,4  | 7,9      | 10,9     | 19,1     | 14,4     | 13,1 |
| Precipitazioni (mm) | 81   | 55   | 49   | 41   | 25   | 12   | 2    | 6    | 16   | 56   | 95   | 88   | 224      | 115      | 20       | 167      | 526  |
| Giorni di pioggia   | 8    | 6    | 6    | 7    | 5    | 2    | 1    | 1    | 2    | 6    | 7    | 8    | 22       | 18       | 4        | 15       | 59   |

## Temperature estreme mensili dal 1942 in poi
Nella tabella sottostante sono indicate le temperature estreme mensili registrate dal 1942 in poi con il relativo anno in cui sono state registrate. La temperatura massima assoluta finora registrata è di +44,2 °C e risale al 18 luglio 1978, mentre la temperatura minima assoluta finora rilevata è di -3,8 °C ed è datata 4 febbraio 1954.
| Málaga (1942-2023)    | Mesi        | Mesi        | Mesi        | Mesi        | Mesi        | Mesi        | Mesi        | Mesi        | Mesi        | Mesi        | Mesi        | Mesi        | Stagioni | Stagioni | Stagioni | Stagioni | Anno |
| Málaga (1942-2023)    | Gen         | Feb         | Mar         | Apr         | Mag         | Giu         | Lug         | Ago         | Set         | Ott         | Nov         | Dic         | Inv      | Pri      | Est      | Aut      | Anno |
| --------------------- | ----------- | ----------- | ----------- | ----------- | ----------- | ----------- | ----------- | ----------- | ----------- | ----------- | ----------- | ----------- | -------- | -------- | -------- | -------- | ---- |
| T. max. assoluta (°C) | 26,8 (1981) | 28,4 (1995) | 31,4 (1988) | 34,3 (2023) | 35,6 (2021) | 41,0 (1983) | 44,2 (1978) | 44,0 (1953) | 40,0 (1955) | 36,3 (2014) | 30,4 (1995) | 24,6 (1998) | 28,4     | 35,6     | 44,2     | 40,0     | 44,2 |
| T. min. assoluta (°C) | −2,6 (1985) | −3,8 (1954) | −1,2 (1993) | 2,8 (1973)  | 5,0 (1947)  | 9,8 (1953)  | 14,0 (1984) | 13,4 (1977) | 10,2 (1994) | 5,6 (1974)  | 1,4 (1971)  | −0,8 (1979) | −3,8     | −1,2     | 9,8      | 1,4      | −3,8 |